# 나니와구
나니와구(일본어: 浪速区 나니와쿠[*])는 일본 오사카부 오사카시를 구성하는 24개 구 중 하나이다.

## 지리
일대는 우에마치 대지 서쪽의 평지로 북변에서는 니시도톤보리강이, 서변에서는 기즈강이 구의 경계가 되고 있다. 또 구의 동부에는 에도 시대에 굴착된 운하가 있었지만 1958년에 매립되었다.
일본에서 가장 면적이 작은 행정구이기도 하다.

## 역사
- 1925년 - 미나미구(현재의 주오구 남부)를 분구하여 나니와구를 설치하였다.
- 1943년 - 미나미구, 니시구, 덴노지구와 구 경계를 조정해 현재의 구역이 되었다.

## 시설

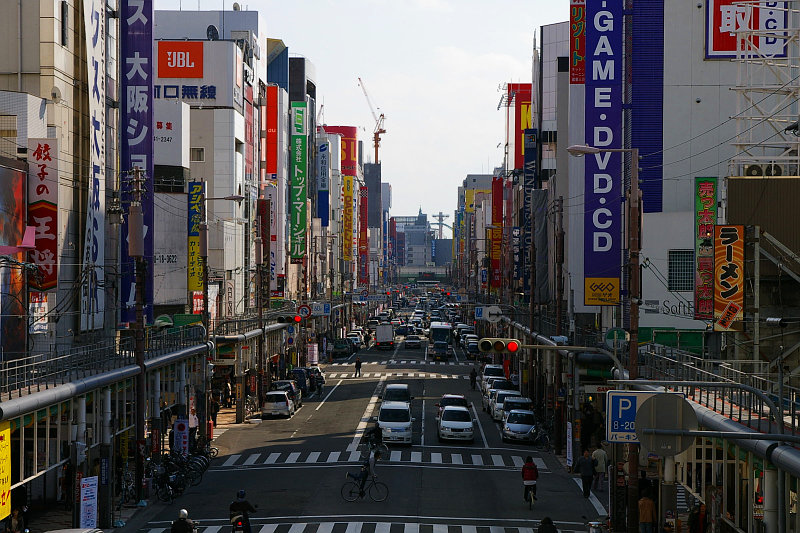
덴덴타운

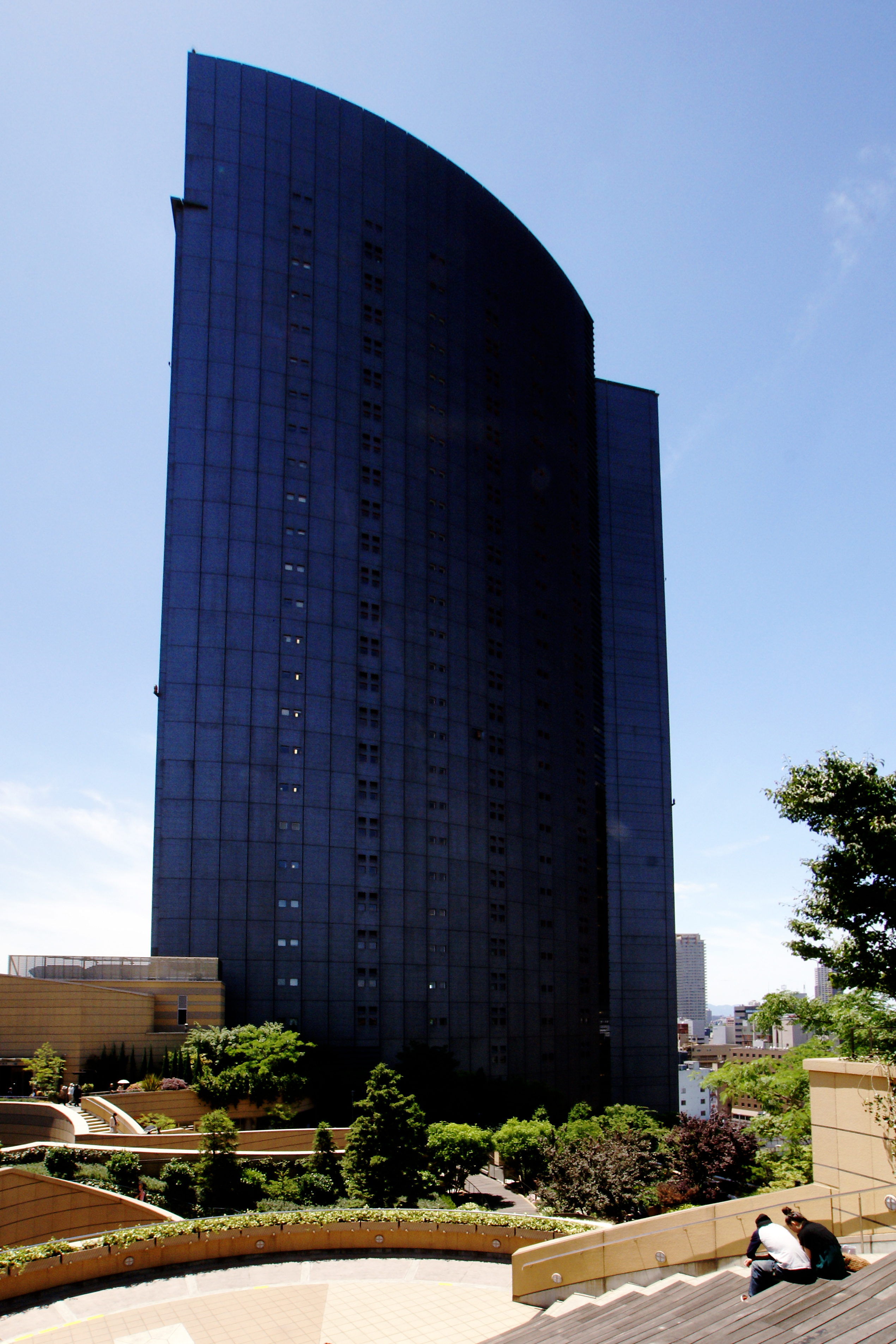
난바 파크

- 닛폰바시(덴덴타운)
- 페스티발 게이트
- 난바
- 난바 파크
- 오사카 부립 체육회관
- 쓰텐카쿠
- 오사카 인권박물관

## 교통

### 철도
- 서일본 여객철도
  - 오사카 순환선
    - (← 다이쇼구 다이쇼역) - 아시하라바시역 - 이마미야역 - 신이마미야역 - (덴노지구 덴노지역 →)

  - 간사이 본선
    - JR 난바역 - 이마미야역 - 신이마미야역 - (아베노구 덴노지역 →)

- 난카이 전기 철도
  - 본선
    - (← 주오구 난바역) - 이마미야에비스역 - (니시나리구 하기노차야역 →)

  - 고야선
    - 시오미바시역 - 아시하라초역 - (니시나리구 기즈가와역 →)

- 한신 전기 철도
  - 난바선
    - (← 니시구 돔마에치요자키역) - 사쿠라가와역 - (주오구 오사카난바역 →)

- 오사카 메트로
  - 미도스지선
    - (← 주오구 난바역) - 다이코쿠초역 - (니시나리구 도부쓰엔마에역 →)

  - 요쓰바시선
    - (← 니시구 요쓰바시역) - 난바역 - 다이코쿠초역 - (니시나리구 하나조노초역 →)

  - 센니치마에선
    - (← 니시구 니시나가호리역) - 사쿠라가와역 - (주오구 난바역 →)

  - 사카이스지선
    - (← 주오구 닛폰바시역) - 에비스초역 - (니시나리구 도부쓰엔마에역 →)

- 한카이 전기 궤도
  - 한카이선
    - 에비스초역 - (니시나리구 신이마미야에키마에 정류장 →)

### 도로
- 한신 고속도로
- 국도 제25호선
- 국도 제43호선